# Billets de banque en livres sterling
Les billets de banque en livre sterling sont actuellement en circulation au Royaume-Uni et dans les territoires qui lui sont rattachés : Jersey, Guernesey, l'Ile de Man, la Géorgie du Sud, les Îles Sandwich du Sud et le territoire de Sainte-Hélène, Ascension et Tristan da Cunha.

## Historique

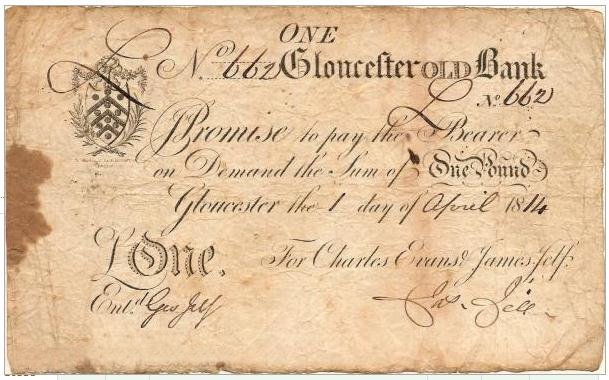
Un billet de banque provincial d'une livre sterling émis en 1814 par la Gloucester Old Bank.

Jusqu'au milieu du XIXe siècle, les banques privées en Grande-Bretagne et d'Irlande étaient libres d'émettre leurs propres billets de banque. Cette monnaie en papier était émise par un large éventail d'entreprises bancaires provinciales et municipales en Angleterre, au pays de Galles, en Écosse et en Irlande. Elle circulait librement comme moyen de paiement.
L'or venait à manquer pour émettre des pièces de monnaie et les pouvoirs d'impression des billets par les banques sont progressivement limités par diverses lois du Parlement avec notamment la loi Bank Charter Act de 1844 qui donne progressivement le monopole d'émission des billets à la Banque centrale d'Angleterre. En vertu de cela, aucune nouvelle banque ne peut commencer à imprimer ses propres billets et les banques privées disposant de ce droit disparaissent progressivement grâce à des fusions et des fermetures. Les derniers billets de banque de détails anglaises ont été émis en 1921 par la Fox, Fowler and Company, une banque du comté de Somerset.
En revanche, certaines des dispositions sur ce monopole de la banque d'Angleterre ne s'appliquent qu'à l'Angleterre et au pays de Galles. La loi écossaise sur les billets a été adoptée l'année suivante, et à ce jour, trois banques de détail conservent le droit d'émettre leurs propres billets sterling en Écosse.
À la suite de la partition de l'Irlande, l'État libre d'Irlande a créé la livre irlandaise en 1928, cette nouvelle monnaie a été rattachée à la livre sterling jusqu'en 1979. L'émission des billets de la livre irlandaise passe alors sous l'autorité de la Commission monétaire de la république d'Irlande, qui remplace les billets des banques privées par les siens dès 1928. La même année, une loi du Parlement de Westminster a réduit la limite de fiduciaire pour les billets de banque irlandais circulant en Irlande du Nord afin de tenir compte de la réduction de la taille du territoire. Finalement, quatre banques peuvent émettre des billets en Irlande du Nord.

## Banques émettrices
Alors que dans la plupart des pays du monde l'émission des billets est exclusivement géré par une banque centrale ou directement un gouvernement, le Royaume-Uni autorise sept banques de détail à imprimer leurs propres billets de banque.
| Royaume-Uni                                      | Royaume-Uni                                                   | Royaume-Uni                                                      |
| Angleterre et Pays de Galles                     | Écosse                                                        | Irlande du Nord                                                  |
| ------------------------------------------------ | ------------------------------------------------------------- | ---------------------------------------------------------------- |
| - Banque d'Angleterre                            | - Bank of Scotland - Royal Bank of Scotland - Clydesdale Bank | - Bank of Ireland - First Trust Bank - Danske Bank - Ulster Bank |
| Dépendances de la Couronne                       |                                                               |                                                                  |
| Île de Man                                       | Bailliage de Jersey novembre                                  | Bailliage de Guernesey                                           |
| - Gouvernement de l'île de Man (Livre mannoise)  | - Gouvernement de Jersey (Livre de Jersey)                    | - Gouvernement de Guernsey (Livre de Guernesey)                  |
| Territoire britannique d'outre-mer               |                                                               |                                                                  |
| Gibraltar                                        | Sainte-Hélène                                                 | Îles Malouines                                                   |
| - Gouvernement de Gibraltar (Livre de Gibraltar) | - Gouvernement de Sainte-Hélène (Livre de Sainte-Hélène)      | - Gouvernement des Îles Malouines (Livre des îles Malouines)     |

| government   | = Billets émis par le gouvernement ou le trésor public |
| central bank | = Billets émis par la banque centrale                  |
| retail bank  | = Billets émis par une banque de détail                |

## Séries

### Séries de la banque d'Angleterre
| Aperçu                                           | Aperçu                                           | Valeur | Dimensions L × h (en millimètres) | Couleur principale | Couleur principale | Thème |
| ------------------------------------------------ | ------------------------------------------------ | ------ | --------------------------------- | ------------------ | ------------------ | --- |
|                                                  |                                                  | 5 £    | 130 × 65                          |                    | Turquoise          | Winston Churchill avec le palais de Westminster,                                                                     |
| Billet de 10 livres sterling (1re série, recto). | Billet de 10 livres sterling (1re série, verso). | 10 £   | 142 × 75                          |                    | Orange             | Charles Darwin, un Trochilidae et le HMS Beagle.                                                                     |
|                                                  |                                                  | 10 £   | 132 × 69                          |                    | Orange             | Jane Austen est représentée sur le nouveau billet en polymère                                                        |
|                                                  |                                                  | 20 £   | 149 × 80                          |                    | Violet             | Adam Smith avec une illustration de "La division du travail au travers de l'exemple de la fabrication des épingles". |
|                                                  |                                                  | 50 £   | 156 × 85                          |                    | Rouge              | Matthew Boulton et James Watt avec un moteur à vapeur et l'usine Boulton & Watt à Soho (Londres).                    |

### Séries écossaises
- Billets de banque émis par la Bank of Scotland
- Billets de banque émis par la Royal Bank of Scotland
- Billets de banque émis par la Clydesdale Bank

### Séries nord-irlandaise
- Billets de banque émis par la Bank of Ireland
- Billets de banque émis par la First Trust Bank
- Billets de banque émis par la Danske Bank
- Billets de banque émis par l'Ulster Bank

### Séries anglo-normandes
- Billets de banque livre de Jersey
- Billets de banque livre de Guernesey

### Séries de l'Île de Man
- Billets de banque en livre mannoise

### Séries des territoires d'outre-mer
- Billets de banque en livre de Gibraltar
- Billets de banque en livre des îles Malouines
- Billets de banque en livre de Sainte-Hélène